# Amphiesma sanguineum
Amphiesma sanguineum е вид влечуго от семейство Смокообразни (Colubridae). Видът е незастрашен от изчезване.

## Разпространение
Разпространен е в Малайзия (Западна Малайзия).